# Palais des Nations
Il Palais des Nations (in italiano Palazzo delle Nazioni) è un complesso di edifici contigui che ospita la sede dell'Ufficio delle Nazioni Unite a Ginevra in Svizzera.
Fu costruito tra il 1929 e il 1938 per ospitare il quartier generale della Società delle Nazioni. In seguito dal 1946 è stato utilizzato come sede dell'Ufficio delle Nazioni Unite a Ginevra, quando il Segretario generale delle Nazioni Unite ha firmato un accordo di sede con le autorità svizzere, sebbene la Svizzera sia diventata membro delle Nazioni Unite solo nel 2002. Solo nel 2012, il Palazzo delle Nazioni ha ospitato oltre 10 000 riunioni intergovernative.

## Storia

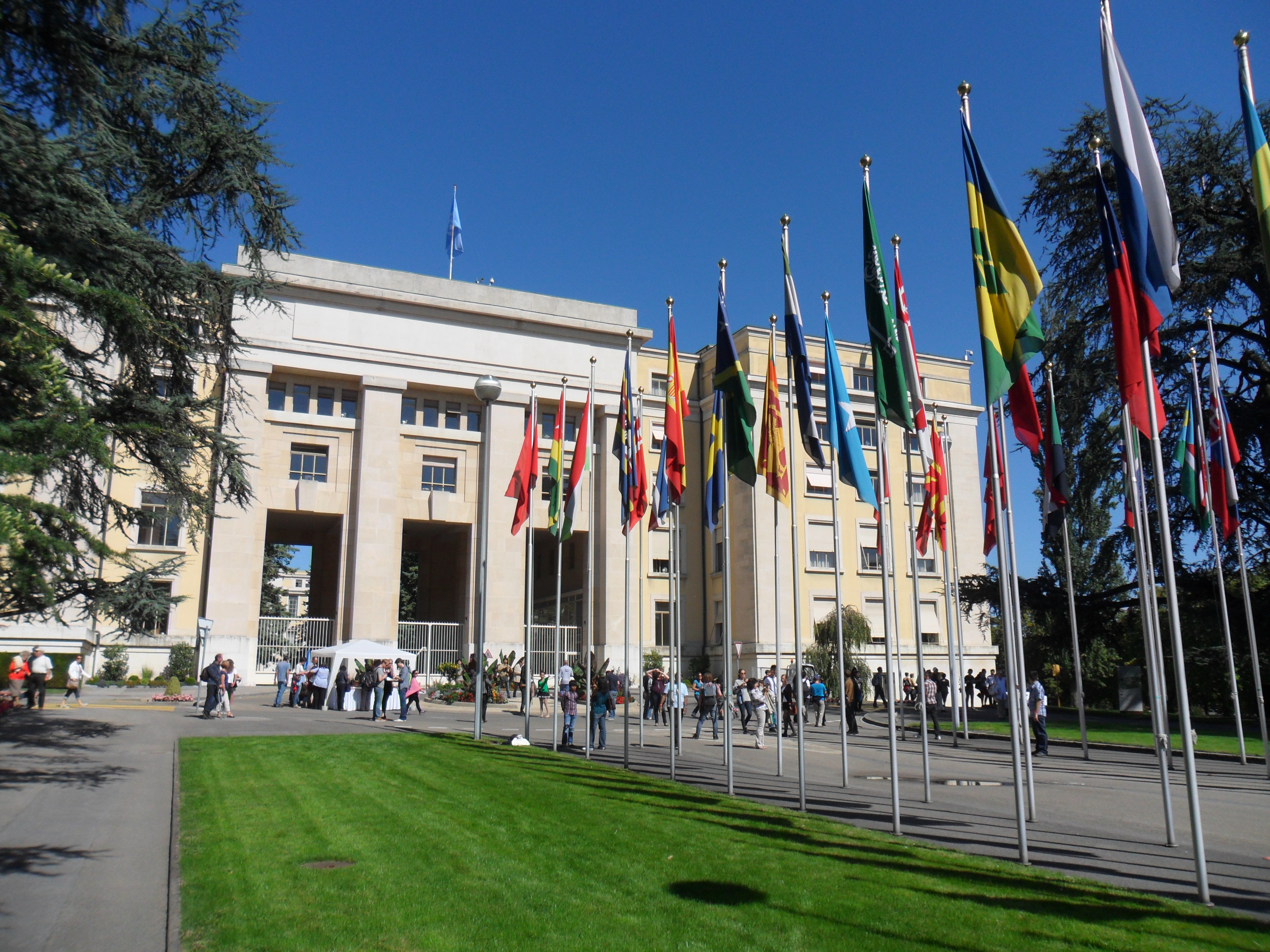
Entrata nel complesso

### Progetto e costruzione
Un concorso fu indetto negli anni '20 per scegliere il progetto.
Una giuria di architetti fu selezionata per scegliere tra 377 proposte, ma non fu in grado di decidere su un vincitore. Alla fine furono scelti cinque architetti per collaborare alla progettazione finale: Julien Flegenheimer dalla Svizzera, Camille Lefèvre e Henri-Paul Nénot dalla Francia, Carlo Broggi dall'Italia e József Vágó dall'Ungheria.
Il palazzo al momento del suo completamento nel 1936 era il secondo complesso edilizio per volume più grande in Europa dopo Versailles con 440.000 m³ contro i 460.000 m³ della residenza francese.

### Espansione per le Nazioni Unite

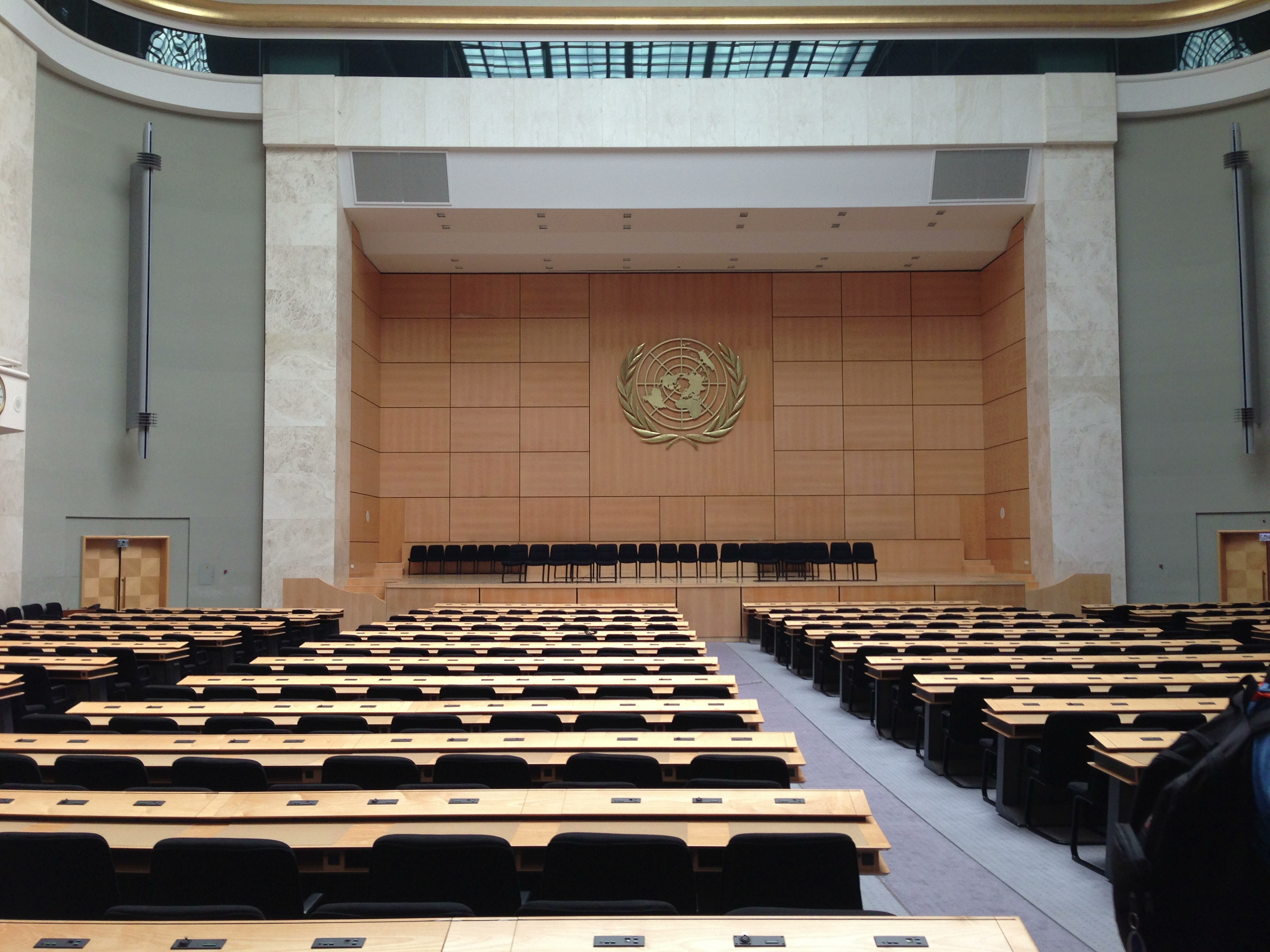
La sala delle assemblee

Dopo il suo trasferimento della sede delle Nazioni Unite nel 1946, furono aggiunte due strutture all'edificio, che aumentarono considerevolmente le dimensioni del complesso. Tra il 1950 e il 1952 furono aggiunti tre piani all'edificio "K" e fu costruito l'edificio "D" per ospitare temporaneamente la sede dell'Organizzazione mondiale della sanità. L'edificio "E" è stato aggiunto tra il 1968 e il 1973 come struttura per le conferenze. Con le successive aggiunte, il complesso è lungo 600 metri e ospita 2.800 uffici, con un volume totale di 853.000 m³.
Nel dicembre 1988 l'Assemblea generale delle Nazioni Unite trasferì la 43ª sessione dal quartier generale delle Nazioni Unite a New York al Palais des Nations.

## Descrizione
L'edificio si affaccia sul Lago di Ginevra, si trova all'interno del Parco dell'Ariana, che fu lasciato in eredità alla città di Ginevra nel 1890 da Gustave de Revilliod de la Rive.
Sotto la posa della prima pietra del palazzo c'è una capsula del tempo che contiene un documento con elencati tutti i nomi degli stati membri della Società delle Nazioni, una copia della Convenzione della Società delle Nazioni e una moneta di ogni Paese presente alla decima Assemblea della Società delle Nazioni. Davanti al complesso c'è una scultura in bronzo raffigurante il Palazzo delle Nazioni con il Massiccio del Giura.